# Lensedly
Lensedly je vesnice, která leží v okrese Praha-východ, přibližně 35 km od Prahy. Dnes jsou součástí obce Kaliště, skládající se ze 3 částí (Kaliště, Lensedly a Poddubí), přičemž má ze všech nejvíce obyvatel.

## Poloha
Lensedly se nacházejí v kopcovité krajině, v blízkosti městečka Ondřejov. Okolo je mnoho jak historických, tak i přírodních památek a mnoho turistických stezek. Mezi historické patří náves, a mimo vesnici je to zřícenina hradu Zlenice (hláska) a zřícenina hradu Dubé (Dubí). Jako přírodní památky lze zmínit památkově chráněné lípy.
Vesnicí protéká potok, který ji dělí na dvě poloviny. Na jedné polovině orientované na sever je zvonička postavená na památku padlých v 1. světové válce spolu s památnými lípami okolo a kulturní dům se dvěma hřišti, jedním antukovým a druhým travnatým. Na jižní polovině je bývalá hospoda a kravín. Přes potok je na návsi udělán starý můstek se dvěma oblouky (dnes jeden zasypaný). Nad vesnicí směrem k Turkovicům se nachází památná lípa s křížkem.

## Historie
První písemné památky pocházejí z roku 1357, a to, že byly přiděleny ku hradu Zlenice, z toho můžeme soudit, že tato vesnice byla osídlena už v 13. stol. K hradu Zlenici patřily až do roku 1466, kdy se staly državou Hrádku nad Sázavou (dnes Komorního). V roce 1525 měly Lensedly už 7 usedlíků a po třicetileté válce, roku 1651, měly 5 usedlostí a 3 chalupy (obydleny), a o 3 roky později bylo ve vesnici už 8 gruntů.
Za vlády Marie Terezie měly Lensedly asi 15 obývaných domů. Za Josefa II. bylo zavedeno číslování domů, ves měla tehdy 18 č.p. Roku 1840-1942 ve stabilním katastru měla vesnice už 30 č.p. V tuto dobu se stávají podružnou obcí Kališť s 16 č.p. Za první republiky si drží samostatnost, po válce jsou samostatné až do roku 1961, kdy jsou opět v obci Kaliště, tato situace trvá dodnes. Farností jsou Lensedly dlouho přiděleny k Hrusicům.

## Zajímavosti
- Nejstarší dochovaný dům je ze 17. stol. č.p.14-z vyprávění- bydlel zde v 16. stol. kouzelník- nepotvrzeno.
- Před domem č. 14 stála na konci 19. stol. lípa, aby se zamezilo spadnutí na okolní domy byla pořezána. Lípa byla stará kolem 400 let.
- Vedla tudy cesta ze Sázavy do Prahy.
- Památná lípa nade vsí.